# Басанська сотня
Баса́нська со́тня — адміністративно-територіальна та військова одиниця Переяславського полку за Гетьманщини з центром у містечку Басань.

## Історія
Як козацький підрозділ сформувалася влітку 1648 року. За Зборівським реєстром 16 жовтня 1649 року, сотня мала 80 козаків. 1654 року Крукполе складало окрему військову одиницю. У 1667 році до сотні приєднали козаків і населені пункти Биківської сотні. Весь час існування входила до складу Переяславського полку. Ліквідована у 1782 році разом з іншими лівобережними сотнями. Населені пункти розподілено між Козелецьким, Остерським та Пирятинським повітами Київського намісництва.

## Населені пункти
У 1750 році: Басань, містечко; Биків, містечко; Білоцерківці, село; Брагинці, село; Бурки, хутір; Веприк, село; Воронки, село; Гайовий, хутір; Згурівка, село; Козацьке, село; Красне, село; Крупілля (Крукполе), село; Кулажинці, село; Миколаївка, село; Озеряни, село; Оржиця, село; Осівці, село; Петровське, село; Піски, село; Стара Басань, село; Старий Биків, село; Усівка, село. Хутори: київського полковника Юхима Дарагана, священика Федора Соховича, село Щаснівка Семена Терлецького, Ярешківський хутір. У Рум'янцевському описі також присутні слободи Кирилівка та Серединська. У XVII столітті Крукполе мало статус містечка.

## Сотенний устрій

### Сотники
| - Смілий Тишко (1649) - Царенко Нечипір Омелянович (1653–1657) - Богомаз Яків (1661) - Онопрієнко (1661) - Нерада Андрій (1669) - Матяшенко Сава (1672) - Курка Василь (1673) - Яцькович Карпо Тимофійович (1679–1690, 1700–1702) - Ясинський К. (1690–1695)[джерело?] - Шаповаленко Григорій (1695) - Васкович Іван (1696) - Шаповаленко Клим Григорович (1702–1709, 1714–1716) - Рудківський Федір Остапович (1712, 1717–1725) - Біличенко Денис (1721 (н.), 1724) | - Нестеренко Степан (1721 (н.), 1724, 1732) - Забіла Михайло Васильович (1724, 1725 (н.)) - Шаповаленко Семен Климович (1725–1738) - Хмарський Семен (1729 (н.)) - Самойленко Григорій (1733 (н.)) - Сириця Микита (1737, 1738 (н.)) - Полозко (1738 (н.)) - Нестелій Іван (1738–1774) - Махно Артем (1739, 1752 (н.)) - Яшарицький Никифор (1752–1754) - Новицький Іван (1758 (н.)) - Нестелєй Іван (1760 (н.)): - Прийма Сава (1764 (н.)) - Пилипенко Семен Якович (1774–1782) - Григорій Дем'янович (1782) |

### Писарі
| - Карпович Іван (1716) - Стефановський Карпо (1729) - Деревицький Степан Ілліч (1731–1735) - Климович Микола (1736–1738) - Максимов Семен (1738–1743) - Пашковський Іван (1748) | - Гайдаборис Сава (1750–1753) - Зубець Андрій (1752) - Кустовський Сава (1752–1760) - Кустовський Герасим (1760–1764) - Попчинський Йосип (1767) - Радченко Антін (1771–1782) |

### Осавули
| - Денисенко Аврам (1733) - Кунах Михайло (1736–1737, 1740–1741) - Нестеренко Іван (1738) - Грицаєнко Олексій (1741–1743) - Величко Іван (1748–1752) - Слюзка Дмитро (1752) - Цикало Остап (1755–1757) | - Гладкий Гаврило (1757–1759) - Сапон Василь (1759–1762) - Тимешко Лука (1763–1764) - Величко Корній (1764–1767) - Пашковський Давид (1767–1768) - Щегловський (1771–1776) - Харламовський Йосип (1776–1782) |

### Хорунжі
- Нечипір (1676)
- Денисенко Аврам (1734–1736)
- Нестеренко Омелян (1737–1743)
- Іванецький Марко (1748–1764)
- Щегловський (1767–1771)
- Харламовський Йосип (1773–1776)
- Тимошевський Пантелеймон (1776–1782)

### Басанськігородові отамани
| - Дмитренко Степан (1673, 1684–1687) - Царенко Нечипір Омелянович (1679) - Хоменченко Лука (1690) - Нерада Іван (1695) - Голод Іван (1696, 1702) - Васильченко Кузьма (1681, 1685, 1695) - Білоцерківець Іван (1702) - Довгополий Опанас (1706) - Хмарський Михайло (1714, 1724) - Рева Василь (1715) - Матяшенко Тихон (1716) - Зубець Дем'ян (1717–1718) - Парфенович Прокіп (1718) - Зубець Роман (1720) - Нестеренко Федір (1721, 1728) | - Хмарський Семен (1721, 1729) - Лиска Василь (1724) - Яким (1725) - Фастовець Петро (1725) - Поліно Степан (1724–1725) - Комлин Степан (1730 (н.)) - Сириця Мкмита (1731–1739, 1750–1752) - Нестеренко Степан (1734 (н.)) - Яшарицький Никифор (1734, 1738, 1741–1752) - Махно Артем (1736–1737, 1748, 1750, 1753–1754) - Хурсей Іван (1739–1740) - Лебчинський Опанас (1755–1764) - Дроновський Григорій (1767) - Задорожний Яків (1771–1781) |

## Опис Басанської сотні
За описом Київського намісництва 1781 року наявні наступні дані про кількість сіл та населення Басанської сотні (за новоствореними повітами) напередодні ліквідації:
| Населені пункти Басанської сотні                                  | Дворян і шляхетства | Різночинців | Духовенства | Церковників | Греків | Хат              | Хат                   | Хат   | Хат                                        | Хат                                                           | Всього | Всього                             |
| ----------------------------------------------------------------- | ------------------- | ----------- | ----------- | ----------- | ------ | ---------------- | --------------------- | ----- | ------------------------------------------ | ------------------------------------------------------------- | ------ | ---------------------------------- |
| Населені пункти Басанської сотні                                  | Дворян і шляхетства | Різночинців | Духовенства | Церковників | Греків | козаків виборних | козаків підпомічників | міщан | посполитих коронних, в тому числі рангових | посполитих власницьких, різночинських і козацьких підсусідків | хат    | за останньою 1764 року ревізії душ |
| У Козелецькому повіті (Київського намісництва):                   |                     |             |             |             |        |                  |                       |       |                                            |                                                               |        |                                    |
| містечко Басань                                                   | 4                   | 4           | 5           | 5           | —      | 125              | 218                   | —     | —                                          | 436                                                           | 779    | —                                  |
| село Крупіль                                                      | 1                   | 2           | 1           | 1           | —      | 74               | 76                    | —     | —                                          | 67                                                            | 217    | —                                  |
| село Усівка                                                       | 2                   | 3           | 2           | 2           | —      | 84               | 36                    | —     | —                                          | 138                                                           | 258    | —                                  |
| селище Старий Биків                                               | —                   | —           | —           | —           | —      | 14               | 14                    | —     | —                                          | 83                                                            | 111    | —                                  |
| містечко Биків                                                    | —                   | —           | 2           | 2           | —      | —                | —                     | —     | —                                          | 173                                                           | 173    | —                                  |
| село Петрівка                                                     | —                   | —           | 2           | 2           | —      | —                | —                     | —     | —                                          | 143                                                           | 143    | —                                  |
| село Красне                                                       | 4                   | 2           | 1           | 1           | —      | 57               | 32                    | —     | —                                          | 99                                                            | 188    | —                                  |
| село Козацьке                                                     | —                   | 2           | 2           | 2           | —      | 34               | 58                    | —     | —                                          | 141                                                           | 233    | —                                  |
| селище Білоцерківці                                               | —                   | —           | —           | —           | —      | 24               | 10                    | —     | —                                          | 63                                                            | 97     | —                                  |
| село Стара Басань                                                 | 6                   | —           | 1           | 2           | —      | 41               | 11                    | —     | —                                          | 197                                                           | 249    | —                                  |
| село Веприк                                                       | —                   | —           | 2           | 2           | —      | 4                | 22                    | —     | —                                          | 206                                                           | 232    | —                                  |
| село Вороньки                                                     | —                   | 1           | 1           | 2           | —      | —                | —                     | —     | —                                          | 243                                                           | 243    | —                                  |
| село Озеряни                                                      | 1                   | —           | 1           | 2           | —      | —                | 2                     | —     | —                                          | 163                                                           | 165    | —                                  |
| село Щаснівка                                                     | —                   | 1           | 1           | 2           | —      | —                | —                     | —     | —                                          | 131                                                           | 131    | —                                  |
| селище Осовець                                                    | —                   | 1           | —           | —           | —      | 22               | 9                     | —     | 58                                         | 8                                                             | 97     | —                                  |
| селище Бригинці                                                   | —                   | —           | —           | —           | —      | 29               | 19                    | —     | —                                          | 43                                                            | 91     | —                                  |
| 1. хутір пані генеральші Теплової                                 | —                   | —           | —           | —           | —      | —                | —                     | —     | —                                          | 3                                                             | 3      | —                                  |
| 2. хутір полковниці Забѣлиної                                     | —                   | —           | —           | —           | —      | —                | —                     | —     | —                                          | 2                                                             | 2      | —                                  |
| 3. хутір Пасківщина                                               | —                   | —           | —           | —           | —      | —                | —                     | —     | —                                          | 54                                                            | 54     | —                                  |
| 4. хутір Середівський                                             | —                   | —           | —           | —           | —      | —                | —                     | —     | —                                          | 37                                                            | 37     | —                                  |
| 5. хутір Пустотинський                                            | —                   | —           | —           | —           | —      | —                | —                     | —     | —                                          | 35                                                            | 35     | —                                  |
| 6. хутір диякона Соховича                                         | —                   | —           | —           | —           | —      | —                | —                     | —     | —                                          | 2                                                             | 2      | —                                  |
| 7. хутір священика Соховича                                       | —                   | —           | —           | —           | —      | —                | —                     | —     | —                                          | 1                                                             | 1      | —                                  |
| 8. хутір бунчукового товариша Покорського та посполитого Олѣйника | —                   | —           | —           | —           | —      | —                | —                     | —     | —                                          | 5                                                             | 5      | —                                  |
| 9. хутір полковниці Забѣлиної                                     | —                   | —           | —           | —           | —      | —                | —                     | —     | —                                          | 2                                                             | 2      | —                                  |
| 10. хутір осавула полкового Туманського                           | —                   | —           | —           | —           | —      | —                | —                     | —     | —                                          | 2                                                             | 2      | —                                  |
| 11. хутір генеральші Теплової                                     | —                   | —           | —           | —           | —      | —                | —                     | —     | —                                          | 11                                                            | 11     | —                                  |
| 12. хутір Рокитянський                                            | —                   | —           | —           | —           | —      | —                | —                     | —     | —                                          | 9                                                             | 9      | —                                  |
| 13. хутір Мачалиський                                             | —                   | —           | —           | —           | —      | —                | —                     | —     | —                                          | 4                                                             | 4      | —                                  |
| 14. хутір Значкових товаришів Климовичів                          | —                   | —           | —           | —           | —      | —                | —                     | —     | —                                          | 2                                                             | 2      | —                                  |
| 15. хутір тих ж Климовичів                                        | —                   | —           | —           | —           | —      | —                | —                     | —     | —                                          | 2                                                             | 2      | —                                  |
| 16. хутір полковниці Забѣлиної                                    | —                   | —           | —           | —           | —      | —                | —                     | —     | —                                          | 2                                                             | 2      | —                                  |
| 17. хутір Гайовий                                                 | —                   | —           | —           | —           | —      | —                | —                     | —     | —                                          | 1                                                             | 1      | —                                  |
| Разом у частині сотні Басанської                                  | 18                  | 16          | 21          | 25          | —      | 508              | 507                   | —     | 58                                         | 2508                                                          | 3581   | 9585                               |
| У Остерському повіті (Київського намісництва):                    |                     |             |             |             |        |                  |                       |       |                                            |                                                               |        |                                    |
| село Піски                                                        | 1                   | 1           | 1           | —           | —      | 16               | 11                    | —     | 71                                         | 23                                                            | 121    | —                                  |
| село Кулажинці                                                    | 1                   | 2           | 1           | 1           | —      | —                | —                     | —     | —                                          | 22                                                            | 22     | —                                  |
| Разом у частині сотні Басанської                                  | 2                   | 3           | 2           | 1           | —      | 16               | 11                    | —     | 71                                         | 45                                                            | 143    | 494                                |
| У Пирятинському повіті (Київського намісництва):                  |                     |             |             |             |        |                  |                       |       |                                            |                                                               |        |                                    |
| село Згурівка                                                     | —                   | 1           | 3           | 1           | —      | 11               | —                     | —     | —                                          | 196                                                           | 207    | —                                  |
| село Оржиця                                                       | —                   | —           | 1           | 2           | —      | —                | —                     | —     | —                                          | 101                                                           | 101    | —                                  |
| село Миколаївка                                                   | —                   | —           | 2           | 2           | —      | —                | —                     | —     | —                                          | 79                                                            | 79     | —                                  |
| До села Оржиця хутір його сіяння графа Розумовського              | —                   | —           | —           | —           | —      | —                | —                     | —     | —                                          | 2                                                             | 2      | —                                  |
| До села Миколаївка хутір протопіпа Туманського                    | —                   | —           | —           | —           | —      | —                | —                     | —     | —                                          | 6                                                             | 6      | —                                  |
| Разом у частині сотні Басанської                                  | —                   | 1           | 6           | 5           | —      | 11               | —                     | —     | —                                          | 384                                                           | 395    | 1517                               |
| Всього у сотні Басанській                                         | 20                  | 20          | 29          | 31          | —      | 535              | 518                   | —     | 129                                        | 2937                                                          | 4119   | 11596                              |